# Miafisisme
El miafisisme és una doctrina cristiana que afirma que en Jesucrist hi ha una sola naturalesa unida, divina i humana junta. Es distingeix del:
- Monofisisme, on en Jesucrist la naturalesa divina absorbeix a la humana, és única;
- Nestorianisme, on en Jesucrist conviuen dues persones diferents, l'home i el Déu;
- Credo de Calcedònia (acceptat pels catòlics, ortodoxos i protestants), on Jesucrist és "dues naturaleses en una sola persona".

Els miafisites no creuen en la definició que es va adoptar al Concili de Calcedònia i prefereixen parlar de «única naturalesa del Verb encarnat», segons les paraules de Ciril I d'Alexandria. La naturalesa de Crist és única, i és el fruit de la unió de la humana i la divina. Aquesta doctrina es basa en la idea bíblica que cada naturalesa correspon a una persona. Ja que Crist és una Persona de la Santíssima Trinitat, necessàriament ha de ser d'una única naturalesa, ja que dues naturaleses constituirien dues persones.
Amb el Concili de Calcedònia celebrat l'any 451, el credo ecumènic va presentar la novetat de la concepció de les dues naturaleses de Crist. En dècades posteriors les Esglésies miafisites es van allunyar de les esglésies de Roma. Des de llavors aquestes esglésies ja no van estar en comunió amb les altres esglésies de la cristiandat. Les esglésies ortodoxes orientals són qualificades com a miafisites perquè segueixen a Ciril d'Alexandria a propòsit de la naturalesa de Crist.
Generalment pot ser entès el miafisisme com una evolució del monofisisme, només que en aquest cas la naturalesa divina no inclouria la naturalesa humana.